# Patrick Pinney
Patrick Pinney, né le 30 juin 1952, est un acteur américain spécialisé dans le doublage.

## Filmographie
- 1992 : Aladdin
- 1995 : Toy Story
- 1996 : Le Bossu de Notre-Dame
- 1997 : Hercule
- 1999 : Les Aventures de Ronald McDonald
- 1999 : Bob l'éponge (générique)
- 1999-2003 : Mona le vampire
- 2000 : Rolie Polie Olie
- 2001 : Atlantide, l'empire perdu
- 2003-2007 : Jojo Circus
- 2007-2009 : Robot Chicken
- 2010 : StarCraft II